# 瓦朗坦·翁弗鲁瓦
瓦朗坦·翁弗鲁瓦（法語：Valentin Onfroy，1993年11月16日—），法国男子赛艇运动员。他曾代表法国参加世界赛艇锦标赛，获得一枚铜牌。他也曾参加2016年夏季奥林匹克运动会。

## 家庭
哥哥泰奥菲勒·翁弗鲁瓦。